# Frederick Fennell

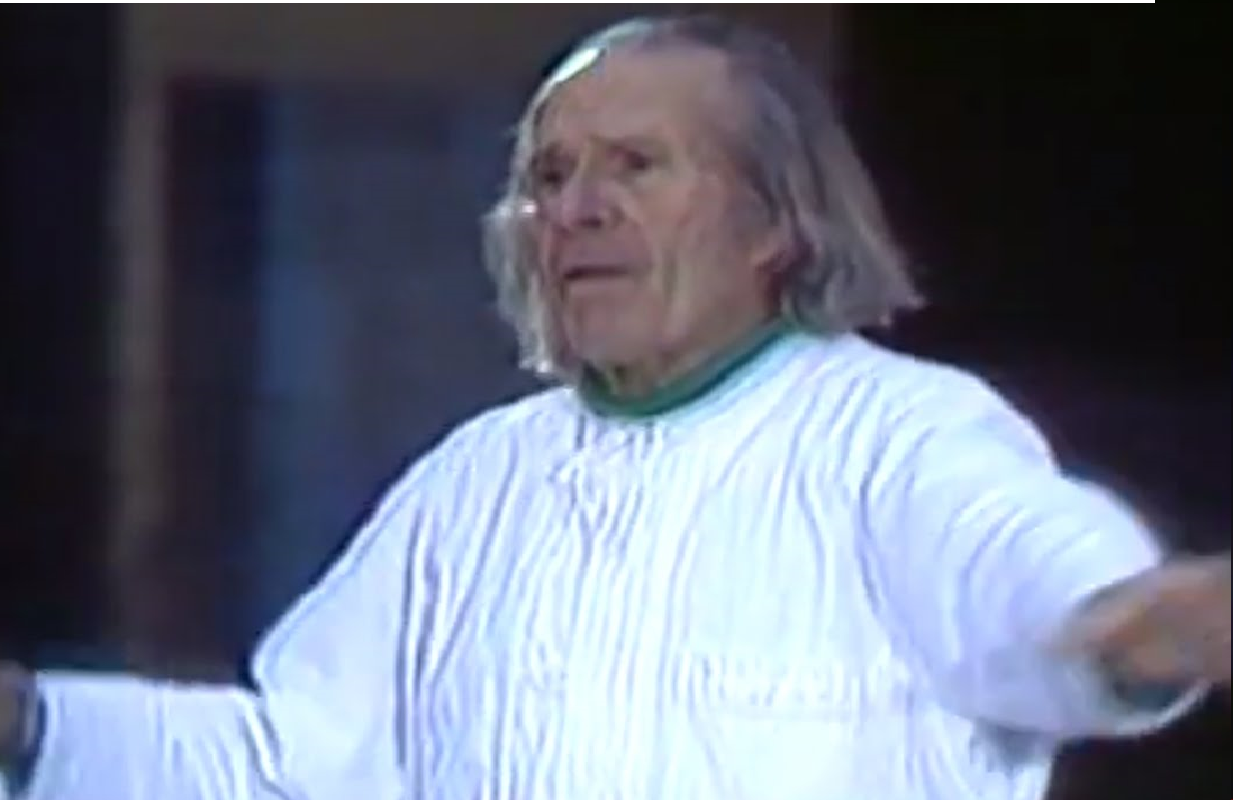
Frederick Fennell (1987)

Frederick Fennell (* 2. Juli 1914 in Cleveland/Ohio, USA; † 7. Dezember 2004 in Siesta Key, Florida) war ein international anerkannter Dirigent, Komponist und Musikpädagoge. Er gilt als Begründer der modernen sinfonischen Blasmusik.

## Wirken
Fennel war musikalischer Leiter des Eastman Wind Ensemble und des Tōkyō Kōsei Wind Orchestra. Er nahm über 300 Kompositionen auf 29 Musikalben für Mercury Records auf.
Die moderne Form des sinfonischen Blasorchesters (Wind Ensemble) geht wesentlich auf sein Wirken zurück.
1962 veröffentlichte er The Civil War: Its Music And Its Sounds.